# Lombardini Sándor
Lombardini Sándor (szlovákul Alexander Lombardini; Nagybiccse, 1851. április 10. – Zsolna, 1897. április 26.) ügyvéd, levéltáros, történész.

## Élete
Olasz születésű apja kereskedő volt Nagybiccsén. A gimnáziumot Zsolnán, Trencsénben, Pozsonyban, Esztergomban, Nyitrán és Besztercebányán járta. A jogtudományokat a pozsonyi akadémián hallgatta. 1872-ben került a budai királyi törvényszékhez joggyakorlatra. 1876-ban a zsolnai királyi törvényszékhez nevezték ki aljegyzőnek, majd még abban az évben a bazini járásbírósághoz helyezték át. Ott, miután még 1875-ben ügyvédi oklevelet szerzett, állásáról leköszönt és Zsolnán telepedett le, ahol ügyvédi irodát nyitott és városi levéltáros lett. Művei egy részénél plagizált, melyet 1896-ban maga is elismert.

## Művei
- 1874 Stručný dejepis slobodného mesta Žiliny. Turč. Sv. Martin.
- 1879 Még valami a régi időkből. Vágvölgyi Lap.
- 1880 Egy költemény 1816-ból. Vágvölgyi Lap.
- 1881 A zsolnai középiskolák története. Vágvölgyi Lap.
- 1882 Adatok a zsolnai könyvnyomás történetéhez. Vágvölgyi Lap.
- 1882 Az 1881. LX. L.-czikk 70.- és 134. §-ihoz. Jogtudományi Közlöny
- 1883 Helyesen lett e Konszka község neve magyarosítva? Vágvölgyi Lap.
- 1883 Bicse vára. Selmeczbányai Hiradó
- 1884 Az örökösöknek az örökhagyó adósságai miatt elmarasztalása kérdéséhez. Jogtudományi Közlöny.
- 1898 Palatín gróf Ďuro Thurzo z Betlenoviec. In: Sborník československý.
- Ezen kívül cikkeket írt a Slovenské pohľadyba is (Óvár, Sztrecsnó, Lietava, Bicse, Kricsó, Szúlyó, Besztercze és Illava várakról és a régi Zsolnáról)